# Cuthona willani
Cuthona willani is een slakkensoort uit de familie van de Cuthonidae. De wetenschappelijke naam van de soort is voor het eerst geldig gepubliceerd in 1992 door Cervera, Garcia-Gomez & Lopez-Gonzalez.